# Contrôle des armes à feu en Norvège
 (octobre 2023).
La mise en forme du texte ne suit pas les recommandations de Wikipédia : il faut le « wikifier ».
Les points d'amélioration suivants sont les cas les plus fréquents. Le détail des points à revoir est peut-être précisé sur la page de discussion.
- Les titres sont pré-formatés par le logiciel. Ils ne sont ni en capitales, ni en gras.
- Le texte ne doit pas être écrit en capitales (les noms de famille non plus), ni en gras, ni en italique, ni en « petit »…
- Le gras n'est utilisé que pour surligner le titre de l'article dans l'introduction, une seule fois.
- L'italique est rarement utilisé : mots en langue étrangère, titres d'œuvres, noms de bateaux, etc.
- Les citations ne sont pas en italique mais en corps de texte normal. Elles sont entourées par des guillemets français : « et ».
- Les listes à puces sont à éviter, des paragraphes rédigés étant largement préférés. Les tableaux sont à réserver à la présentation de données structurées (résultats, etc.).
- Les appels de note de bas de page (petits chiffres en exposant, introduits par l'outil «  Source ») sont à placer entre la fin de phrase et le point final[comme ça].
- Les liens internes (vers d'autres articles de Wikipédia) sont à choisir avec parcimonie. Créez des liens vers des articles approfondissant le sujet. Les termes génériques sans rapport avec le sujet sont à éviter, ainsi que les répétitions de liens vers un même terme.
- Les liens externes sont à placer uniquement dans une section « Liens externes », à la fin de l'article. Ces liens sont à choisir avec parcimonie suivant les règles définies. Si un lien sert de source à l'article, son insertion dans le texte est à faire par les notes de bas de page.
- La présentation des références doit suivre les conventions bibliographiques. Il est recommandé d'utiliser les modèles {{Ouvrage}}, {{Chapitre}}, {{Article}}, {{Lien web}} et/ou {{Bibliographie}}. Le mode d'édition visuel peut mettre en forme automatiquement les références.
- Insérer une infobox (cadre d'informations à droite) n'est pas obligatoire pour parachever la mise en page.

Pour une aide détaillée, merci de consulter Aide:Wikification.
Si vous pensez que ces points ont été résolus, vous pouvez retirer ce bandeau et améliorer la mise en forme d'un autre article.
 (juillet 2022).
Le contenu est difficilement compréhensible vu les erreurs de traduction, qui sont peut-être dues à l'utilisation d'un logiciel de traduction automatique.
Le contrôle des armes à feu en Norvège regroupe les aspects politiques et légaux de l'utilisation et de la circulation des armes à feu dans le pays. La détention d'armes à feux est autorisée pour les citoyens Norvégiens, et sont le plus souvent utilisées pour la chasse ou le tir sportif. L'achat et l'accumulation de ce type d'armes sont réglementés par l'État.

## Réglementation
En Norvège, les armes à feux sont régulées par la Loi sur les Armes à Feu, les Pièces d'Armes et les Munitions, complétée à l'aide d'une loi adoptée par une délégation législative et ayant pris effet le 1er Juillet 2009. La législation couvre toutes les armes à feu et à air comprimé, ainsi que d'autres armes plus "exotiques", telles que définies dans le texte de loi. Pour être soumise à cette régulation, une arme doit posséder deux caractéristiques : être capable d'éjecter un projectile mécaniquement et utiliser un agent propulseur pour effectuer ladite propulsion. La loi inclut les armes de type militaire, les pistolets de détresse, et les répliques pouvant êtres converties en armes à feu fonctionnelles. Les armes possédées et utilisées sous la responsabilité de l'armée ou des forces de police sont exempts de la loi concernant les civils.
Une interprétation détaillée de la loi est formulée dans un autre texte.
Les silencieux ne sont pas régulés par la loi Norvégienne et sont disponibles à l'achat pour tout le monde. L'utilisation d'un suppresseur est d'ailleurs légal dans le cadre de la chasse, et est, de plus, vu comme une nécessité pour une utilisation plus confortable d'un fusil ainsi que pour limiter l'impact environnemental des coups de feu.

## Types d'armes accessibles aux civils
La Norvège compte une importante population de chasseurs. Les fusils semi-automatiques, à verrou et de chasse constituent la majeure partie des armes à feu détenues par des civils. Les armes automatiques sont entièrement proscrites de l'usage civil, à moins qu'elles ne soient de collection. La modification d'armes semi-automatiques pour les rendre entièrement automatiques sans l'accord de la police est considérée comme un crime.
Les armes de poing ont certaines restrictions de calibre. Un Smith & Wesson Model 500, par exemple, est illégal en raison de sa puissance élevée, mais d'autres armes, moins puissantes, sont légales car elles sont utilisées dans le cadre du tir sportif. La Norvège possède une longue tradition de sports de tirs, particulièrement le tir au fusil. Chaque calibre doit être utilisé dans une catégorie de compétition pour être autorisé. Il existe de plus une restriction sur le nombre d'armes qu'un particulier peut détenir en fonction de leur calibre. Les tireurs professionnels et semi-professionnels sont autorisés à avoir une arme de rechange, tandis qu'un amateur ne peut pas posséder plus de quatre armes de poing différentes. Pour pouvoir en acheter davantage, il est nécessaire de fournir une documentation complète attestant de son implication dans les sports de tir.

## Possession d'armes à feu
La possession d'armes à feu est restreinte en Norvège, à moins que l'on n'ait officiellement documenté une utilisation de l'arme. Les deux motifs les plus fréquents pour la possession d'une arme à feu parmi les civils sont, dans l'ordre, la chasse et les sports de tir. D'autres raisons peuvent être l'auto-défense ou la défense d'autrui, bien que cette dernière soit plus rare car nécessitant de fournir des documents témoignant d'une formation de garde du corps ou de représentant des forces de l'ordre.
Il existe des règles spécifiques pour les collectionneurs. Ils ne sont pas concernés par de nombreux aspects de la législation, mais doivent, en retour, valider des critères exigeants. Les collectionneurs peuvent acheter, mais pas utiliser sans permission, tout type d'armes dans leur domaine d'intérêt respectif, qu'ils auront défini à l'avance.
La possession d'armes est réglementée au paragraphe 7, et la responsabilité de délivrer un permis de possession d'armes à feu est confiée aux forces de police du district de l'acquisiteur.
L'autorisation de posséder un fusil peut être délivrée aux personnes "sobres et responsables" de plus de 18 ans, après qu'elles ont justifié leur besoin de détenir une arme à feu. Il existe trois exceptions à cette limite d'âge. Les personnes entre 16 et 18 ans peuvent remplir une demande de permis avec l'accord de ses responsables légaux. Pour détenir une arme de poing, l'âge légal est de 21 ans, mais un permis peut être délivré à des personnes de plus de 18 ans sous certaines conditions. Cependant, ce permis est limité à un an et doit être renouvelé pour éviter sa révocation. Pour les armes héritées, il revient au chef de la police locale d'émettre une décision.

## Obtention d'un permis
Il existe deux manières d'obtenir un permis de détention d'arme à feu en Norvège. La plus courante est via l'obtention d'une licence de chasse, l'autre à l'aide de la pratique d'un sport de tir.